# Ацетат кобальта(III)
Ацетат кобальта(III) — неорганическое соединение,
соль кобальта и уксусной кислоты с формулой Co(CH3COO)3,
зелёные кристаллы,
растворяется в воде.

## Получение
- Электролиз раствора ацетата кобальта(II) в уксусной кислоте.

## Физические свойства
Ацетат кобальта(III) образует зелёные кристаллы.
Растворяется в воде и этаноле. Водные растворы подвержены сильному гидролизу.

## См.также
- Ацетаты